# Magnus Nedregotten
Magnus Victor Nedregotten (Stavanger, 24 ottobre 1990) è un giocatore di curling norvegese.

## Carriera
Nel 2018 ha vinto la medaglia di bronzo nel torneo misto ai Giochi olimpici di Pyeongchang, in seguito alla squalifica della squadra russa; alle Olimpiadi di Pechino 2022 ha invece terminato il torneo al secondo posto, sconfitto in finale dagli italiani Stefania Constantini e Amos Mosaner. In entrambe le occasioni ha gareggiato con la moglie Kristin Skaslien.

## Palmarès

### Olimpiadi
- Argento a Pechino 2022;
- Bronzo a Pyeongchang 2018;

### Mondiali misti
- Argento ad Aberdeen 2021;
- Bronzo a Soči 2015;
- Bronzo a Östersund 2024;

### Campionati europei misti
- Argento a Tårnby 2014;

### Mondiali junior
- Bronzo a Perth 2011.